# 보수 가톨릭당 (이탈리아)
보수 가톨릭당(이탈리아어: Cattolici Conservatori)은 옛 이탈리아의 우익 보수주의 정당으로, 강경 보수주의와 성직자주의 성향의 정치인들이 활동하였다.
1913년 우익정당인 이탈리아 가톨릭 선거 연합에서 분당해 나왔다. 같은해 1913년 이탈리아 총선에서 1.8%의 득표율과 대의회 의석 9석을 얻었다. 1919년에는 다른 가톨릭계 정당과 정치단체와 함께 이탈리아 인민당으로 합당했으며, 1919년 이탈리아 총선에서 20.5%와 원내 의석수 100석을 얻었다.

## 역대 선거 결과
| 대의회    |              |     |         |     |      |
| 선거 연도 | 득표수       | %   | 의석    | +/– | 대표 |
| 1913년    | 89,630 (9위) | 1.8 | 9 / 508 | –   | 다수 |